# Gagliole
Gagliole ist eine italienische Gemeinde (comune) in der Provinz Macerata in den Marken. Sie hat 519 Einwohner (Stand 31. Dezember 2023) und liegt etwa 32 Kilometer westsüdwestlich von Macerata und gehört zur Comunità montana Alte Valli del Potenza e Esino. Der Potenza begrenzt die Gemeinde im Süden.

## Verkehr
Entlang des Potenza führt die frühere Strada Statale 361 Septempedana (heute: Provinzstraße) von Ancona nach Nocera Umbra. Der Bahnhof von Gagliole liegt an der Bahnstrecke von Civitanova Marche nach Fabriano.